# Mestre Cruchot
Mestre Cruchot (em francês, Maître Cruchot) é um personagem da Comédia Humana de Honoré de Balzac, nascido em Saumur em data desconhecida e falecido no mesmo lugar em 1828. Aparece principalmente em Eugènie Grandet.
Junto com seu irmão(o abade Cruchot), seu sobrinho (Cruchot Bonfons) e o grupo do clã Cruchot, ele forma o partido dos cruchotins, poder regional discreto mas influente. É ele que cuida dos negócios usurários de Félix Grandet.
Em 1819, assiste à chegada de Charles Grandet. Notário do pai Grandet, com ele muda os conhecimentos do jovem sobre como fazer dinheiro. Cruchot lhe dá um curso sobre a maneira mais vantajosa de gerenciar um falência, mais precisamente a falência de Guillaume Grandet, pai de Charles. Somente Cruchot compreende as motivações avarentas de Grandet.
Contudo, ele fica chocado com a crueldade de seu amigo quando Madame Grandet lhe conta os serviços a que o pai Grandet submete Eugénie. Ele promete intervir e, de repente, a avareza de Grandet o choca também.
Ele tem prazer em assistir ao casamento de seu sobrinho com a jovem um ano antes da morte de Félix.